# Тэнди, Джессика
Джессика Тэнди (англ. Jessica Tandy), урождённая Джесси Элис Тэнди (англ. Jessie Alice Tandy; 7 июня 1909, Хакни, Лондон — 11 сентября 1994, Истон, Коннектикут) — британо-американская актриса. Обладательница премий «Оскар», «Золотой глобус», BAFTA, «Эмми» и четырёх премий «Тони». Наиболее известна по главной роли в фильме «Шофёр мисс Дэйзи» (1989).

## Биография
Джесси Элис Тэнди (англ. Jessie Alice Tandy) родилась в лондонском районе Хакни младшим ребёнком в семье из трёх детей коммивояжёра Гарри Тэнди и его супруги Джесси Хелен, директора школы для умственно отсталых детей. Отец Тэнди умер, когда ей было 12 лет, и её матери пришлось давать дополнительные вечерние курсы в школе, чтобы иметь возможность содержать детей.
Джессика Тэнди начала свою актёрскую карьеру в шестнадцатилетнем возрасте на подмостках Лондона, а вскоре уже выступала на знаменитых сценах британской столицы в компании Лоренса Оливье и Джона Гилгуда. В 1932 году состоялся её кинодебют, и в том же году она вышла замуж за актёра Джека Хокинса. После развода в 1940 году Тэнди перебралась в США, где спустя два года вышла замуж за канадского актёра Хьюма Кронина. Её американский кинодебют состоялся в 1944 году в картине «Седьмой крест», после чего последовали роли в фильмах «Долина решимости» (1945), «Зелёные годы» (1946), «Драгонвик» (1946), «Амбер навсегда» (1947) и «Женская месть» (1948).
В США Джессика Тэнди получила большое признание благодаря своим работам на Бродвее, где она блистала начиная с 1930-х годов и заканчивая 1989 годом. За это время актриса трижды становилась лауреатом премии «Тони», а также обладательницей театральных премий «Драма Деск» и премии Сары Сиддонс. В 1950—1970-х годах Джессика Тэнди довольно редко появлялась в кино, исполняя преимущественно роли на телевидении и в театре. Среди её киноролей того времени наиболее известной стала Лидия Бреннер в хичкоковском триллере «Птицы» (1963).

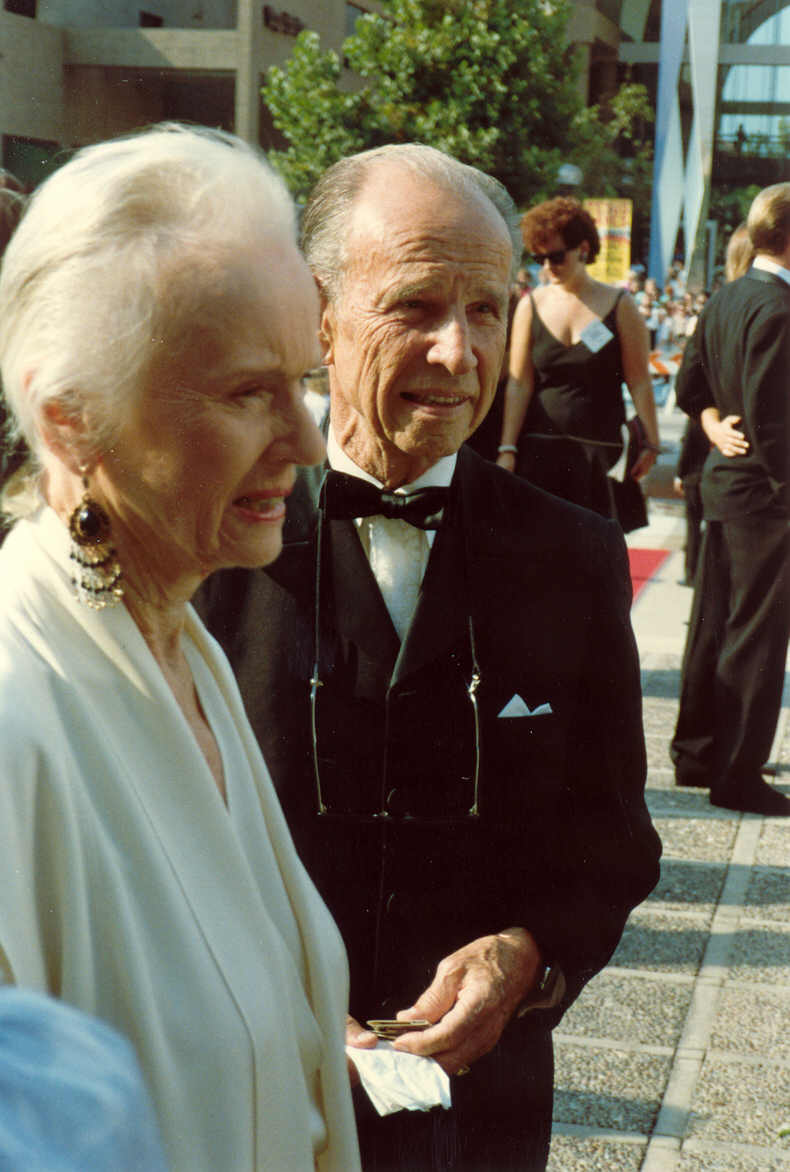
С мужем Хьюмом Кронином на премии «Эмми» в 1988 году

Новым этапом её кинокарьеры стали 1980-е годы, принеся ей первую популярность с фильмами «Мир по Гарпу» и «Лучшие друзья» в 1982 году. Следующей успешной ролью Тэнди стала обитательница дома престарелых Алма Финли в фантастическом фильме Рона Ховарда «Кокон» (1985). В этой картине актрисы появилась в компании своего супруга Хьюма Кронина, с которым в последующие два года вместе снялась в фильмах «Батарейки не прилагаются» (1987) и «Кокон: Возвращение» (1988). Пик её популярности пришёлся на 1989 год, когда восьмидесятилетняя актриса стала лауреатом премии «Оскар» за лучшую женскую роль в драме «Шофёр мисс Дэйзи». Выиграв награду, Тэнди стала самой пожилой актрисой, получившей «Оскар».
В 1990 году у актрисы диагностировали рак яичников, но, несмотря на это, в последующие годы она продолжала активно сниматься в кино, получив в 1992 году вторую номинацию на «Оскар» за лучшую женскую роль второго плана в комедийной драме «Жареные зелёные помидоры». Свою последнюю роль актриса сыграла в 1994 году в фильме Роберта Бентона «Без дураков», а в сентябре того же года она скончалась в своём доме в городе Истон, штат Коннектикут.

## Избранная фильмография
| Год       |   | Русское название            | Оригинальное название       | Роль              |
| --------- | - | --------------------------- | --------------------------- | ----------------- |
| 1946      | ф | Драгонвик                   | Dragonwyck                  | Пегги О’Мэлли     |
| 1948      | ф | Женская месть               | A Woman’s Vengeance         | Джанет Спенс      |
| 1956—1958 | с | Альфред Хичкок представляет | Alfred Hitchcock Presents   | разные персонажи  |
| 1963      | ф | Птицы                       | The Birds                   | Лидия Бреннер     |
| 1972      | с | ФБР                         | The F.B.I.                  | Ардит Нолан       |
| 1982      | ф | Мир по Гарпу                | The World According to Garp | миссис Филдс      |
| 1982      | ф | В ночной тиши               | Still of the Night          | Грейс Райс        |
| 1984      | ф | Бостонцы                    | The Bostonians              | миссис Бердсай    |
| 1985      | ф | Кокон                       | Cocoon                      | Алма Финли        |
| 1987      | ф | Батарейки не прилагаются    | *batteries not included     | Фэй Райли         |
| 1988      | ф | Дом на Кэрролл-стрит        | The House on Carroll Street | мисс Венейбл      |
| 1988      | ф | Кокон: Возвращение          | Cocoon: The Return          | Алма Финли        |
| 1989      | ф | Шофёр мисс Дэйзи            | Driving Miss Daisy          | мисс Дэйзи Уэртан |
| 1991      | ф | Жареные зелёные помидоры    | Fried Green Tomatoes        | Нинни Тредгуд     |
| 1992      | ф | Второе дыхание              | Used People                 | Фрида             |
| 1994      | ф | Камилла                     | Camilla                     | Камилла Кара      |
| 1994      | ф | Без дураков                 | Nobody's Fool               | Берил Пиплз       |

## Награды и номинации
| Премия                       | Год  | Категория                                       | Работа                        | Результат |
| ---------------------------- | ---- | ----------------------------------------------- | ----------------------------- | --------- |
| «Оскар»                      | 1990 | Лучшая женская роль                             | Шофёр мисс Дэйзи              | Победа    |
| «Оскар»                      | 1992 | Лучшая женская роль второго плана               | Жареные зелёные помидоры      | Номинация |
| BAFTA                        | 1991 | Лучшая женская роль                             | Шофёр мисс Дэйзи              | Победа    |
| BAFTA                        | 1993 | Лучшая женская роль                             | Жареные зелёные помидоры      | Номинация |
| «Золотой глобус»             | 1963 | Лучшая женская роль второго плана — кинофильм   | Приключения молодого человека | Номинация |
| «Золотой глобус»             | 1990 | Лучшая женская роль — комедия или мюзикл        | Шофёр мисс Дэйзи              | Победа    |
| «Золотой глобус»             | 1992 | Лучшая женская роль — мини-сериал или телефильм | Леди-Сказка                   | Номинация |
| «Золотой глобус»             | 1992 | Лучшая женская роль второго плана               | Жареные зелёные помидоры      | Номинация |
| Прайм-таймовая премия «Эмми» | 1956 | Лучшая женская роль в мини-сериале или фильме   | Кровать                       | Номинация |
| Прайм-таймовая премия «Эмми» | 1988 | Лучшая женская роль в мини-сериале или фильме   | Призрачный свет               | Победа    |
| Прайм-таймовая премия «Эмми» | 1994 | Лучшая женская роль в мини-сериале или фильме   | Танец с белой собакой         | Номинация |
| «Тони»                       | 1948 | Лучшая женская роль в пьесе                     | Трамвай «Желание»             | Победа    |
| «Тони»                       | 1978 | Лучшая женская роль в пьесе                     | Игра в джин                   | Победа    |
| «Тони»                       | 1981 | Лучшая женская роль второго плана в пьесе       | Роза                          | Номинация |
| «Тони»                       | 1983 | Лучшая женская роль в пьесе                     | Ложный огонь                  | Победа    |
| «Тони»                       | 1986 | Лучшая женская роль в пьесе                     | Петиция                       | Номинация |
| «Тони»                       | 1994 | Специальная премия за жизненные достижения      | н/д                           | Победа    |